# 네이버 Keep
네이버 Keep(Naver Keep)은 네이버의 링크를 저장할 수 있는 웹서비스이다. 대체적으로는 에버노트(Evernote)와 거의 비슷한 성격을 갖고 있으며, 이전에는 네이버 북마크(Naver Bookmark)로 서비스한 바 있다. 

## 유사 사례
네이버 Keep과 유사한 서비스로는 네이버 웨일에 있는 스크랩북이 네이버 Keep과 유사한 기능을 가지고 있어, 네이버 웨일의 오른쪽 퀵바를 열면 스크랩북이 따로 노출된다.

## 같이 보기
관련 주제
- 에버노트

유사 네이버 서비스
- 네이버 메모
- 네이버 MYBOX
- 네이버 포스트
- 네이버 블로그
- 네이버 메일
- 네이버 카페